# Consejo del País Valenciano

Bandera del Consejo del País Valenciano entre 1979 y 1982

El Consejo del País Valenciano fue una institución preautonómica de la actual Comunidad Valenciana, aprobada por real decreto de 17 de marzo de 1978 negociado por el Plenario de Parlamentarios con el gobierno de Adolfo Suárez, que debía conducir a la actual Comunidad Valenciana hacia la autonomía. El primer presidente fue Josep Lluís Albiñana Olmos, del PSOE-PV.

## Competencias
El CPV estaba limitado por el propio decreto de creación, pese al amplio apoyo parlamentario. Sus competencias eran elaborar su reglamento de régimen interno (aprobado el 11 de diciembre de 1978), coordinar las diputaciones provinciales, gestionar las funciones que transfería el Estado o que se asumieron de las diputaciones y proponer en Madrid medidas que afecten a los intereses generales del País Valenciano. Además el Plenario incorporaba, como consejeros, a representantes de las antiguas diputaciones durante la dictadura franquista.
El articulado sobre la coordinación de las actuaciones y funciones de las tres diputaciones no llegó a estrenarse, puesto que, asesoradas por Rodolfo Martín Villa, las diputaciones nunca se pusieron a disposición del Plenario, sino que organizaron un frente contrario al Consejo del País Valenciano.

## Primer gobierno
El 10 de abril de 1978 se formó el primer gobierno preautonómico, el cual estaba presidido por Josep Lluís Albiñana, del PSOE. Tras la dimisión de Albiñana, a raíz de la retirada de los consejeros socialistas, que se habían quedado en minoría en el pleno del Consejo, fue elegido presidente del mismo Enrique Monsonís, el segundo tras su creación. Tras la aprobación del Estatuto de Autonomía fue presidente interino de la recién constituida Generalidad Valenciana, hasta que dejó su cargo por la toma de posesión de Joan Lerma. Fue así el primer presidente autonómico valenciano tal y como recoge la sentencia firme del Tribunal Superior de Justicia de la Comunidad Valenciana.

## Impulso autonómico
El presidente Albiñana adoptó como programa de actuación los acuerdos entre la Junta Democrática del País Valenciano y el Consell Democràtic del País Valenciano de junio de 1976, al momento de constituir la Mesa de Fuerzas Políticas y Sindicales, que preveían un proceso propio constituyente, con la creación inmediata de la Generalidad provisional y la cooficialidad lingüística, entre otras.
La Presidencia de la Generalidad provisional impulsa el Compromiso Autonómico, firmado el 8 de octubre de 1978 por el PSPV-PSOE, UCD, PCPV, Alianza Popular, UDPV, Partido Carlista, PTPV, ORT y PSUPV, que acepta el marco de la futura Constitución española de 1978 para alcanzar la máxima autonomía, en el término más breve.
Una vez aprobada la Constitución española de 1978, los partidos firmantes del Compromiso instan al Consell a la utilización de la vía constitucional establecida en el artículo 151 y se comprometen a que, después de las elecciones locales, todos los miembros de las nuevas corporaciones -Ayuntamientos y Diputaciones- pertenecientes a estas fuerzas políticas le den su apoyo.